# یواس‌اس جافیش (اس‌اس-۳۵۶)
یواس‌اس جافیش (اس‌اس-۳۵۶) (به انگلیسی: USS Jawfish (SS-356)) یک زیردریایی بود که طول آن ۳۱۱ فوت ۹ اینچ (۹۵٫۰۲ متر) بود.